# Kaltgestellt
Kaltgestellt è un film del 1980 diretto da Bernhard Sinkel.